# Златуша
Златуша е село в Западна България, Софийска област, община Божурище. Намира се на разстояние 29 km от столицата София и на 32 km от Перник.

## География
Златуша е планинско селище, намиращо се в гънките на Вискяр планина, в подножието на връх Орла, висок 736 м. През селото протичат реките Делянска, Крадна и Росоманска, които се вливат в по-голямата Беличка река. Река Беличка е удобна за риболов и отдих.
Горите около селото са предимно от иглолистни видове.
През селото преминава Републикански път III-638 и Железопътна линия 6, проектирана от немски и френски инженери и въведена в експлотация през  1949 година. В селото се намира и железопътна спирка, на която два пъти в деня спира пътнически влак от София за Перник. Селото се обслужва и от маршрутни таксита, с крайни спирки - Божурище и София.

## Културни и природни забележителности
В центъра на селото се намира стара изворна, каменна чешма със студена вода.

## Галерия
- Въздушна снимка на село Златуша. В далечината се вижда билото на Стара планина
- Мостът над река Беличка на входа на селото от към Росоман
- Иглолистна гора в близост до село Златуша

## Население
| 1998 | 1999 | 2000 | 2001 | 2002 | 2003 | 2004 | 2005 | 2006 | 2007 | 2008 | 2009 | 2010 | 2011 | 2012 | 2013 | 2014 | 2015 | 2016 | 2017 | 2018 | 2019 | 2020 | 2021 | 2022 | 2023 | 2024 |
| 103  | 101  | 107  | 108  | 105  | 105  | 98   | 93   | 88   | 87   | 81   | 78   | 77   | 74   | 73   | 75   | 76   | 76   | 70   | 69   | 64   | 74   | 73   | 73   | 117  | 112  | 107  |
| ---- | ---- | ---- | ---- | ---- | ---- | ---- | ---- | ---- | ---- | ---- | ---- | ---- | ---- | ---- | ---- | ---- | ---- | ---- | ---- | ---- | ---- | ---- | ---- | ---- | ---- | ---- |